# 盧貝克 (緬因州)
盧貝克（英語：Lubec）是一個位於美國緬因州華盛頓縣的鎮。盧貝克為全美位處最東的建制市鎮，亦為距離非洲最近的市鎮。

## 人口
根據2020年美國人口普查的數據，盧貝克的面積為203.00平方千米，當中陸地面積為86.12平方千米，而水域面積為116.89平方千米。當地共有人口1237人，而人口密度為每平方千米6人。